# Smęgorzów (gromada)
Smęgorzów – dawna gromada, czyli najmniejsza jednostka podziału terytorialnego Polskiej Rzeczypospolitej Ludowej w latach 1954–1972.
Gromady, z gromadzkimi radami narodowymi (GRN) jako organami władzy najniższego stopnia na wsi, funkcjonowały od reformy reorganizującej administrację wiejską przeprowadzonej jesienią 1954 do momentu ich zniesienia z dniem 1 stycznia 1973, tym samym wypierając organizację gminną w latach 1954–1972.
Gromadę Smęgorzów z siedzibą GRN w Smęgorzowie utworzono – jako jedną z 8759 gromad na obszarze Polski – w powiecie dąbrowskim w woj. krakowskim, na mocy uchwały nr 21/IV/54 WRN w Krakowie z dnia 6 października 1954. W skład jednostki weszły obszary dotychczasowych gromad Smęgorzów i Gruszów Mały ze zniesionej gminy Dąbrowa oraz Sutków ze zniesionej gminy Radgoszcz w tymże powiecie. Dla gromady ustalono 21 członków gromadzkiej rady narodowej.
31 grudnia 1961 z gromady Smęgorzów wyłączono wieś Gruszów Mały włączając ją do nowo utworzonej gromady Dąbrowa Tarnowska.
31 grudnia 1961 do gromady Smęgorzów przyłączono wieś Radwan ze zniesionej gromady Skrzynka.
Gromadę zniesiono 1 stycznia 1969, a jej obszar włączono do gromad Dąbrowa Tarnowska (wsie Smęgorzów i Sutków) i Szczucin (wieś Radwan).